# Zamach stanu na Fidżi (2006)
Zamach stanu na Fidżi − wojskowy zamach stanu, przeprowadzony 5 grudnia 2006 roku. Był to czwarty zamach stanu w historii niepodległego Fidżi. Liderem przewrotu był ówczesny szef sił zbrojnych Frank Bainimarama. Oficjalnie zamach przeprowadzono w celu odsunięcia od władzy premiera Laisenia Qarase, oskarżanego o łamanie konstytucji. Faktycznie zamach stanu miał na celu wycofanie dwóch projektów ustaw, wzmacniających pozycję etniczną Fidżyjczyków oraz ułaskawiających uczestników zamachu stanu z 2000 roku.

## Przyczyny
Od czasu zamachu stanu z 2000 roku i wyborów parlamentarnych w 2001 roku wzrastało napięcie pomiędzy wojskiem a cywilnym rządem Laesenii Qarase. W dniach 6 i 13 maja 2006 roku odbyły się wybory parlamentarne. Dowódca wojskowy Frank Bainimarama krytykował termin wyborów i wzywał obywateli Fidżi do głosowania na kandydatów zgodnie z ich poglądami politycznymi, a nie na podstawie przynależności do ich grupy etnicznej. Wybory wygrała partia Qarasego. W październiku 2006 roku Bainimarama postawił premierowi ultimatum, aby w ciągu trzech tygodni wycofał projekty ustaw dotyczących praw rdzennych mieszkańców Fidżi oraz zamachu stanu z 2000 roku. W listopadzie w Nowej Zelandii odbyły się negocjacje pomiędzy Qarase a Bainimaramą, jednak obu stronom nie udało się osiągnąć porozumienia.
5 grudnia 2006 wojsko Fidżi rozpoczęło szturm na budynki rządowe. Przejęcie władzy przez wojsko nastąpiło o godzinie 18. Bainimarama wygłosił przemówienie, w którym poinformował, że przejął władzę nad krajem. W styczniu 2007 roku Bainimarama objął stanowisko tymczasowego premiera i ogłosił plany przeprowadzenia wyborów i uchwalenia nowej konstytucji. W 2013 roku wprowadził nową konstytucję, gwarantującą równe prawa dla wszystkich grup etnicznych zamieszkujących Fidżi. Wolne wybory odbyły się 17 września 2014 roku.